# Erlyn Hurtado
Erlyn Hurtado Martínez (n. Wiwilí, 8 de marzo de 1979 — † San Rafael de Alajuela,  11 de mayo de 2011) fue un campesino nicaragüense que alcanzó notoriedad al convertirse en un asaltante, secuestrador y asesino violador nicaragüense.

## Antecedentes
Erlyn nació en Wiwilí de Jinotega, Jinotega el 8 de marzo de 1979, aunque por falta de controles y registros oficiales, diferentes documentos registran diferentes fechas y años de nacimiento. Fue hijo de Horacio Martínez y Albertina Martínez Rivera. No realizó estudios formales y fue analfabeto.
En su juventud se dedicó a trabajar la tierra, pues su familia vivía en extrema pobreza, y esto se agravó con la muerte de su padre a manos de los Sandinistas, en la década de 1980. Tras la muerte de su padre, su hermano mayor Santos Agenor deja su país y emigra a Costa Rica, convenciendo a Erlyn de ir a vivir con él. Luego se les uniría Santos Marjorie, hermano menor de la familia.

## Estancia en Costa Rica
En 1997 se acogió a una amnistía migratoria, con lo cual legalizó su situación en Costa Rica. Para esto tuvo que presentar una declaración jurada en la que constara que carecía de antecedentes criminales.
Ya en Costa Rica, se dedicó a trabajar en diversas fincas, en varias partes del país. También fue guarda de seguridad y en ocasiones reparaba electrodomésticos para sus vecinos, quienes le conocían por ser servicial, se sabía que en ocasiones consumía licor pero nunca se le conoció por ser una persona violenta.
También tuvo un hijo con una mujer no identificada, aunque lo común era que Erlyn no viviera con su familia.

## Carrera criminal
Junto con sus hermanos, planeaba los golpes. Luego de atacar diversas agencias bancarias y comercios (sobre todo en zonas rurales), se refugiaban en parajes montañosos, pues estaban familiarizados con la vida en el campo. En enero del 2004 se les vinculó con la muerte de un pulpero (dueño y dependiente de una tienda de abarrotes).
Cuando agotaban el dinero del botín obtenido en el último golpe, cometían otro ilícito para re-aprovisionarse. No parecía haber un cabecilla visible en la banda, sino que los actos se diseñaban en conjunto.

## Asalto en Monteverde
Como los demás hechos de la banda, empezó como un atraco, conocido como el Caso Monteverde.
Los 3 hombres, vestidos con lentes de sol y ropa de fatiga, ingresaron al banco. En ese momento se dio la alerta del asalto. Eduardo Rodríguez Cruz, empleado de seguridad del banco, intercambió disparos con los criminales, pero al comenzar a terminarse sus municiones, se encerró en su módulo de seguridad, y ahí permaneció hasta que concluyó la situación, incluso orinando en su casetilla (según las propias declaraciones de Rodríguez, usó un pañuelo impregnado con orina para taparse la nariz, debido al fuerte olor que despedían los cadáveres). Desde su casetilla dio muerte a uno de los asaltantes, con uno de los pocos disparos que todavía tenía. Aparentemente, Erlyn no sabía de su presencia (ingresó al banco después que sus hermanos), lo cual evitó que muriera (el arma de Erlyn era de un calibre muy superior a la de Rodríguez).
El asalto concluyó cuando la última rehén, Elizabeth Artavia, convenció a Erlyn de entregarse a la policía. Inicialmente, Erlyn se mostró reacio a entregarse ("me van a dar 50 años", decía) e incluso llegó a contemplar la posibilidad de suicidarse (escribió una carta de perdón a su mujer), pero tras dialogar con Artavia, cambió de idea.
En indagaciones posteriores a su aprehensión, sus allegados aseguraron que era una persona que gustaba de asistir a la iglesia evangélica, e incluso lo calificaban de atento, servicial y retraído. En entrevistas a los medios de Costa Rica, la mujer que fue su compañera declaró no estar enterada de las actividades delictivas de su compañero, pues entre la pareja no había una relación muy cercana.

## Muerte
Hurtado perdió la vida el 11 de mayo de 2011 a sus 32 años, en un enfrentamiento armado en el Centro Penitenciario La Reforma, en San Rafael de Alajuela, donde descontaba su condena por los hechos de Monteverde. 
Junto con otros reos, Erlyn tomó como rehenes a varios custodios del centro penal con la finalidad de negociar un medio de transporte y vía libre para huir de la cárcel.
Sin embargo, durante el período de negociaciones con las autoridades los criminales intentaron acercarse a la armería del penal para abastecerse de armas y municiones, por lo que una unidad especial de la policía costarricense entró en acción y confrontó a los delincuentes. 
En el hecho también perdieron la vida el delincuente Johnny Rodríguez Moya y el custodio Francis Moisés Morales Fallas.